# Sofia Giustini
Sofia Giustini (Arenzano, 28 febbraio 2003) è una pallanuotista italiana, attaccante del Rapallo.

## Biografia
Ha esordito nella nazionale maggiore italiana il 3 dicembre 2018, a 15 anni, nella sfida contro l'Ungheria, convocata in sostituzione dell'infortunata Domitilla Picozzi, segnando anche la sua prima rete in nazionale (quella del momentaneo 7-6).
Esordisce in Serie A1 nel Rapallo. Dalla stagione 2020-2021 è attaccante della SIS Roma, con la quale il 20 marzo 2022 conquista la sua prima Coppa Italia (la seconda nella storia del club romano). Nel 2023 si trasferisce in Spagna, al Sabadell, dove vince la sua prima Coppa dei Campioni siglando cinque reti nella finale vinta per 16-10 contro l'Olympiakos. Nel giugno 2025 fa ritorno al Rapallo.
Con la calottina della nazionale ha conquistato la medaglia di bronzo nel 2022 agli europei di Spalato e l'anno successivo ai mondiali di Fukuoka.

## Palmarès

### Club
- Coppe Italia: 1

SIS Roma: 2021-22
- Supercopa de España: 1

Sabadell: 2023
- Supercoppa LEN: 2

Sabadell: 2023, 2024
- LEN Euro League Women: 1

Sabadell: 2023-24
- Campionato spagnolo: 1

Sabadell: 2024-25

### Nazionale
- Mondiali

Fukuoka 2023: 
- Europei

Spalato 2022: 